# ميشيل فيلدز
ميشيل فيلدز (بالإنجليزية: Michelle Fields)‏ هي صحفية أمريكية، ولدت في 10 يناير 1988 في الولايات المتحدة.

## وصلات خارجية
- الموقع الرسمي